# Zöld-foki köztársasági labdarúgó-válogatott
A zöld-foki köztársasági labdarúgó-válogatott (becenevükön: Kék cápák) a Zöld-foki Köztársaság nemzeti csapata, melyet a Zöld-foki Köztársaság labdarúgó-szövetsége irányít. A csapat labdarúgó-világbajnokságra még egyszer sem jutott ki.

## Nemzetközi eredmények
Amilcar Cabral Kupa
- Aranyérmes: 1 alkalommal (2000)
- Ezüstérmes: 2 alkalommal

## Világbajnoki szereplés
- 1930 - 1998 - Nem indult
- 2002 - 2018 - Nem jutott ki

## Afrikai nemzetek kupája-szereplés
- 1957 – Nem indult
- 1959 – Nem indult
- 1962 – Nem indult
- 1963 – Nem indult
- 1965 – Nem indult
- 1968 – Nem indult
- 1970 – Nem indult
- 1972 – Nem indult
- 1974 – Nem indult
- 1976 – Nem indult
- 1978 – Nem indult
- 1980 – Nem indult
- 1982 – Nem indult
- 1984 – Nem indult
- 1986 – Nem indult
- 1988 – Nem indult
- 1990 – Nem indult
- 1992 – Nem indult
- 1994 – Nem jutott be
- 1996 – Visszalépett
- 1998 – Nem indult
- 2000 – Nem jutott be
- 2002 – Nem jutott be
- 2004 – Nem jutott be
- 2006 – Nem jutott be
- 2008 – Nem jutott be
- 2010 – Nem jutott be
- 2012 – Nem jutott be
- 2013 – Negyeddöntő
- 2015 – Csoportkör
- 2017 – Nem jutott be

## Nevesebb játékosok
- Stopira
- Júlio Tavares
- Fernando Varela
- Garry Rodrigues
- Babanco

## Külső hivatkozások
- Zöld-foki Köztársaság a FIFA.com-on Archiválva 2009. március 27-i dátummal a Wayback Machine-ben

1. ↑  The FIFA/Coca-Cola World Ranking. FIFA
2. ↑  World Football Elo Ratings. eloratings.net